# Пазиевка
Пазиевка (укр. Пазіївка) — село в Веселовском сельском совете Балаклейского района Харьковской области Украины.
Код КОАТУУ — 6320286206. Население по переписи 2001 года составляет 37 (17/20 м/ж) человек.

## История
Во 2 половине XIX века это был казачий хутор Пазиев в 9 дворов и населением в 73 человека (27 мужского и 46 женского пола).

## Географическое положение
Села Пазиевка, Слабуновка и Украинка
образуют цепочку примыкающих друг к другу населённых пунктов, расположенных вдоль автомобильной дороги E 40, М-03.
В 3-х км протекает, местами пересыхающая, река Теплянка, которая через 10 км впадает в реку Северский Донец.